# M. O. Ranchi
M. O. Ranchi är en flygplats i Indien.   Den ligger i distriktet Rānchī och delstaten Jharkhand, i den östra delen av landet, 1 000 km sydost om huvudstaden New Delhi. M. O. Ranchi ligger 654 meter över havet.
Terrängen runt M. O. Ranchi är platt, och sluttar österut. Runt M. O. Ranchi är det ganska tätbefolkat, med 248 invånare per kvadratkilometer. Närmaste större samhälle är Ranchi, 3,4 km norr om M. O. Ranchi. Trakten runt M. O. Ranchi består till största delen av jordbruksmark.